# フリッツ・ルドルフ・フリース
フリッツ・ルドルフ・フリース（独: Fritz Rudolf Fries、1935年5月19日 - ）は、スペインビルバオ生まれのドイツの著作家、通訳、翻訳家。

## 経歴
フリッツ・ルドルフ・フリースの父は、ドイツの商人で、第二次世界大戦でイタリアのパルチザンに射殺された。母はスペイン系ドイツ人。1942年に一家はライプツィヒに引っ越した。少年時代にフリッツは、ライプツィヒの爆撃を経験した。英語学、ロマンス語学、スペイン学をカール・マルクス大学のヴェルナー・クラウスとハンス・マイヤーのもとで勉強したあと、彼はフリーランスで英語とフランス語とスペイン語の翻訳を始め、ペドロ・カルデロン・デ・ラ・バルカ、ミゲル・デ・セルバンテス、パブロ・ネルーダ、アントニオ・ブエロ・バリェホなどの翻訳に務めた。主にプラハとモスクワで通訳の仕事があった。1964年にキューバに旅行。ホルヘ・ルイス・ボルヘスの4冊の作品を編集して有名になる。1960年から1966年にベルリンの東ドイツ学者アカデミーでヴェルナー・クラウスのアシスタントをする。
1972年に東ドイツPENセンターのメンバーになり、その後理事長に選出された。彼の最初の小説『Der Weg nach Oobliadooh』は、東ドイツでは出版許可を貰えなかったので、1966年にウーヴェ・ヨーンゾンの助けで西ドイツのズーアカンプ社で出版された。ガブリエレ・ヴォーンマンが断言するところでは、「フリースは、職人的でなく、テーマを限り、形式に慎重で、愚直に語る東ドイツの作家を否定していた」。1996年に彼がシュタージの非公式協力者であったことが暴露された。その結果、ドイツP.E.N.センター、ベルリン芸術アカデミー、バイエルン美術アカデミー、ドイツ言語と詩のアカデミーなどの協会から脱退した。
2010年に出版された半自伝的小説『狂乱遊びの全て（Alles eines Irrsinns Spiel）』で、フリースは、深く家族神話や子供時代を描いた。同時に、ジャズとそれが高じて西ベルリンのコンサートに行く話を題材にしたフリースの初の小説『Der Weg nach Oobliadooh』のサークルが閉鎖された。
フリースは現在ベルリンのペータースハーゲンに住んでおり、時々新聞の文芸記事に投稿している。ピカレスク小説やファンタジー、ユーモアなどの彼の小説は、社会主義リアリズムとの矛盾する位置にある。

## 主な作品
- Der Weg nach Oobliadooh. Frankfurt/Main: Suhrkamp 1966.
- Seestücke,VEB Hinstorff Verlag Rostock 1973.[4]
- Das Luftschiff, Rostock 1974, Piper ISBN 3492034284.
- Der Fernsehkrieg. Rostock: VEB Hinstorff Verlag, 1975
- Lope de Vega, Leipzig 1977, Insel 1979 ISBN 3458149740.
- Alexanders neue Welten, Berlin und Weimar 1982.
- Verlegung eines mittleren Reiches, Berlin 1984.
- Die Väter im Kino, Berlin und Weimar 1989.
- Die Nonnen von Bratislava. München: Piper Verlag, 1994. ISBN 3-492-03655-4.
- Don Quixote flieht die Frauen oder die apokryphen Abenteuer des Ritters von der traurigen Gestalt. Berlin-Köpenick: Katzengraben-Presse, 1995. ISBN 3-910178-20-0. Limitierte Auflage von 999 Stück, den Vorzugsexemplaren 001-099 ist eine Radierung des Malers und Bühnenbildners Manfred Gruber beigegeben.
- Im Jahr des Hahns (Tagebücher). Leipzig: G. Kiepenheuer Verlag, 1996. ISBN 3-378-00591-2.
- Septembersong, Hamburg 1997.
- Der Roncalli-Effekt. Leipzig: G. Kiepenheuer Verlag, 1999. ISBN 3-378-00624-2.
- Diogenes auf der Parkbank (Erinnerungen). Berlin: Verlag Das Neue Berlin, 2002. ISBN 3-360-00973-8.
- Hesekiels Maschine oder Gesang der Engel am Magnetberg. Berlin: Verlag Das Neue Berlin, 2004. ISBN 3-360012-49-6.
- Blaubarts Besitz. Leipzig: Faber & Faber, 2005. ISBN 3-936618-72-0.
- Dienstmädchen und Direktricen. Leipzig: Faber & Faber, 2006. ISBN 3-936618-83-6.
- Alles eines Irrsinns Spiel. Verlag Faber & Faber, Leipzig 2010. 330 S.